# Magnetite Bluff
Das Magnetite Bluff ist ein 1710 m hohes Felsenkliff im westantarktischen Queen Elizabeth Land. In der Forrestal Range der Pensacola Mountains ragt es 3 km nordöstlich des Mount Stephens an der Westseite des Saratoga Table auf.
Das Advisory Committee on Antarctic Names benannte es 1979 auf Vorschlag des US-amerikanischen Geologen Arthur B. Ford. Namensgebend ist das große Vorkommen an Magnetit im Gabbrogestein dieser Region, das große magnetische Anomalien in der Forrestal Range verursacht.